# Dianthus deltoides
Il garofanino minore (Dianthus deltoides L.)  è una pianta della famiglia delle Cariofillacee.

## Descrizione
Si tratta di una pianta erbacea perenne che cresce fino a 45 cm di altezza. Presenta foglie verdi o glauche molto strette che formano una pianta con impianto a ciuffi. I fiori misurano 15–20 mm di diametro e sono solitamente di colore rosa, più raramente bianchi o con macchie di questo colore.

## Distribuzione e habitat
Pianta tipica della maggior parte dell'Europa e dell'Asia occidentale. È piuttosto diffusa anche nel Nord America, dove è stata introdotta.

## Usi
Viene ampiamente impiegata nell'orticoltura, trovando ampio mercato come pianta ornamentale da giardino. Necessita di suoli acidi.